# 青山長正
青山 長正（あおやま ながまさ、旧字体：靑山 長正）は安土桃山時代から江戸時代初期にかけての武将、大名。加賀藩青山家第2代当主。魚津城城代。天神山城城主。長政と記される場合もある。

## 概要
実父は織田信長家臣の浅野左近盛久。初名及び初諱は長次で、前田家に仕えるようになる。
後、青山吉次へ養子として出され、青山長正と名乗るようになる。
吉次の跡を継いで魚津城城代、天神山城城主などを歴任し、前田家配下としても活躍した。この功績によって「仏光院殿傑山釈聖英大居士」の戒名が贈られ、かつて居城していた天神山城跡に墓が立てられた。

## 生涯

### 出生
元亀3年（1572年）頃に父・浅野左近盛久、母・末守殿の長男として生まれる。父は織田信長の家臣で、天正3年（1575年）の岩村城の戦いで大きな功績を挙げ、本能寺の変で殉死した。母は河尻秀隆の娘に当たり、長正にとっての河尻秀隆は母方の祖父に当たる。また、この母は、前田利家正室・芳春院の姪の娘に当たる。初名は長次。

### 浅野家時代から土肥親真の養う所へ

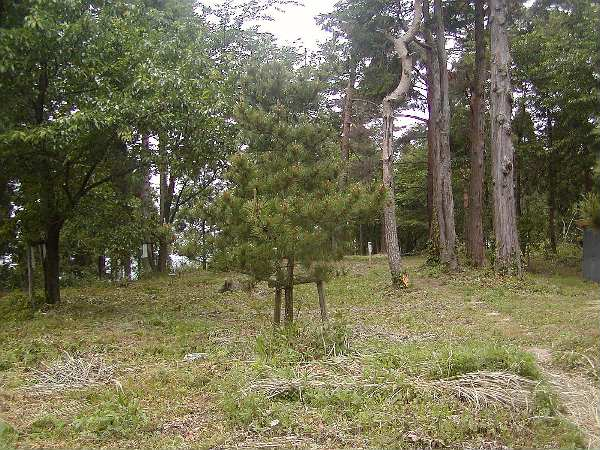
土肥親真が守備した末森城（能登国）

天正9年（1581年）8月、前田利家が能登（現・能登町）を与えられ、土肥親真は前田利家の与力的な存在に置かれた。
その頃、本能寺の変で夫浅野左近を亡くし後家となって長正を連れて前田家に身を寄せていた末守殿は、利家の差配によって土肥親真の許へ再嫁し、そのことにより、両者の関係性が強まり、長正も母に同行して土肥親真に養われるようになった。この頃に土肥家次を義弟として貰った。

### 前田家の家臣へ

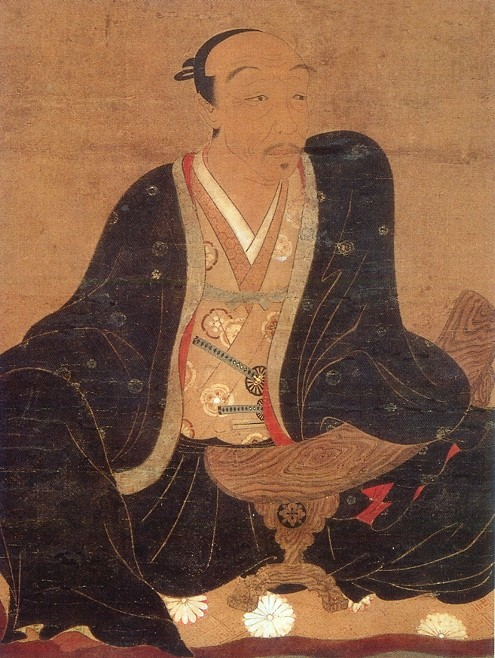
「前田利家像」石川県立美術館蔵

やがて長正は前田利家に仕えるようになる。吉次に養子として出されたのも利家の命であり、この頃である。
また、利家に継いで利長に仕えると、山崎長徳の娘、または前田利長養女を嫁として迎える。
天正18年（1590年）2月から7月までの小田原征伐でも豊臣秀吉と徳川家康方へと付き功績を挙げている。

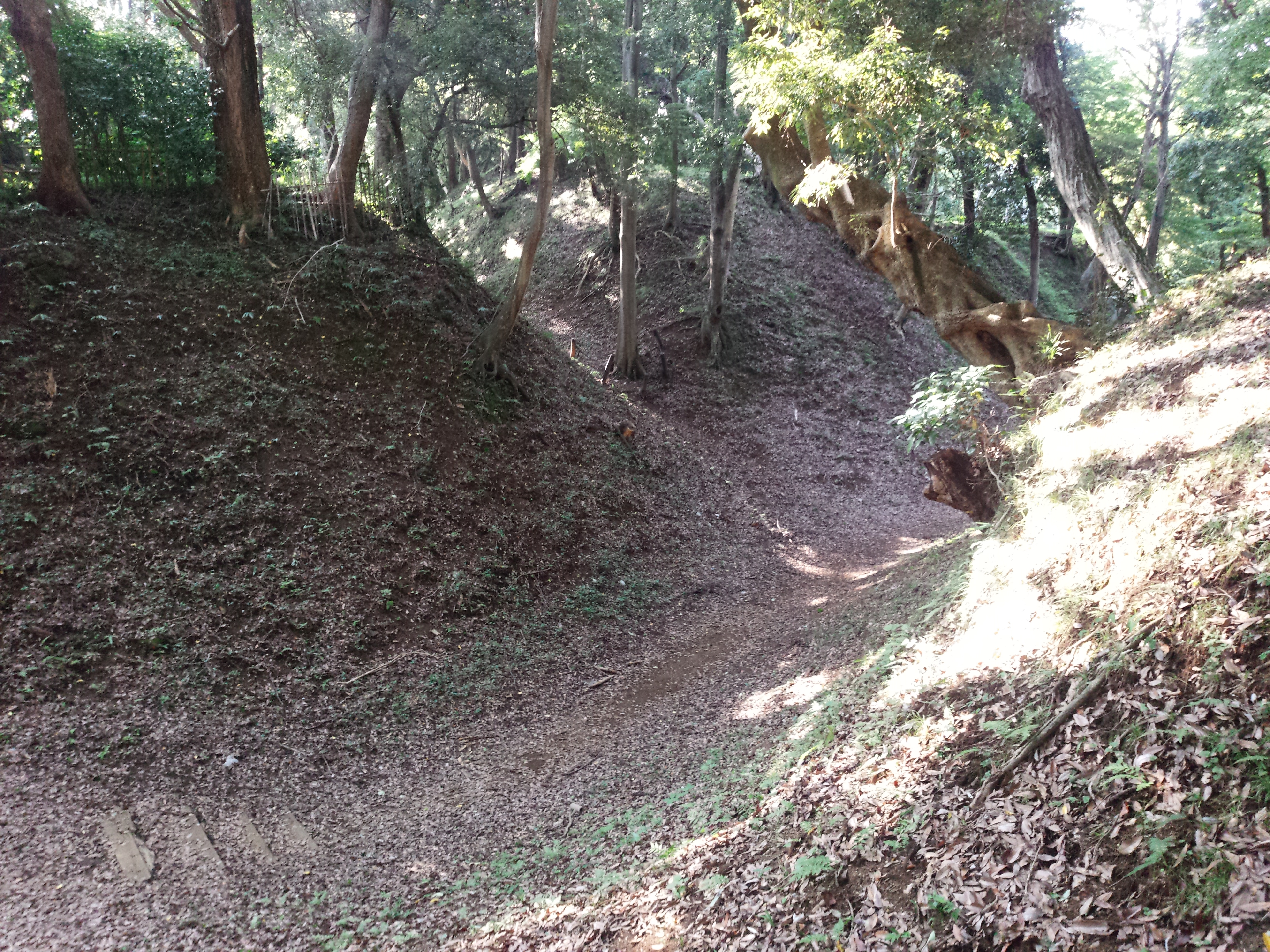
小田原城

文禄4年（1595年）には土肥氏・柿崎氏・舟見氏などの上杉家に仕えている越中衆から都内の城を養父吉次と共に受け取っている。

### 青山佐渡守吉次

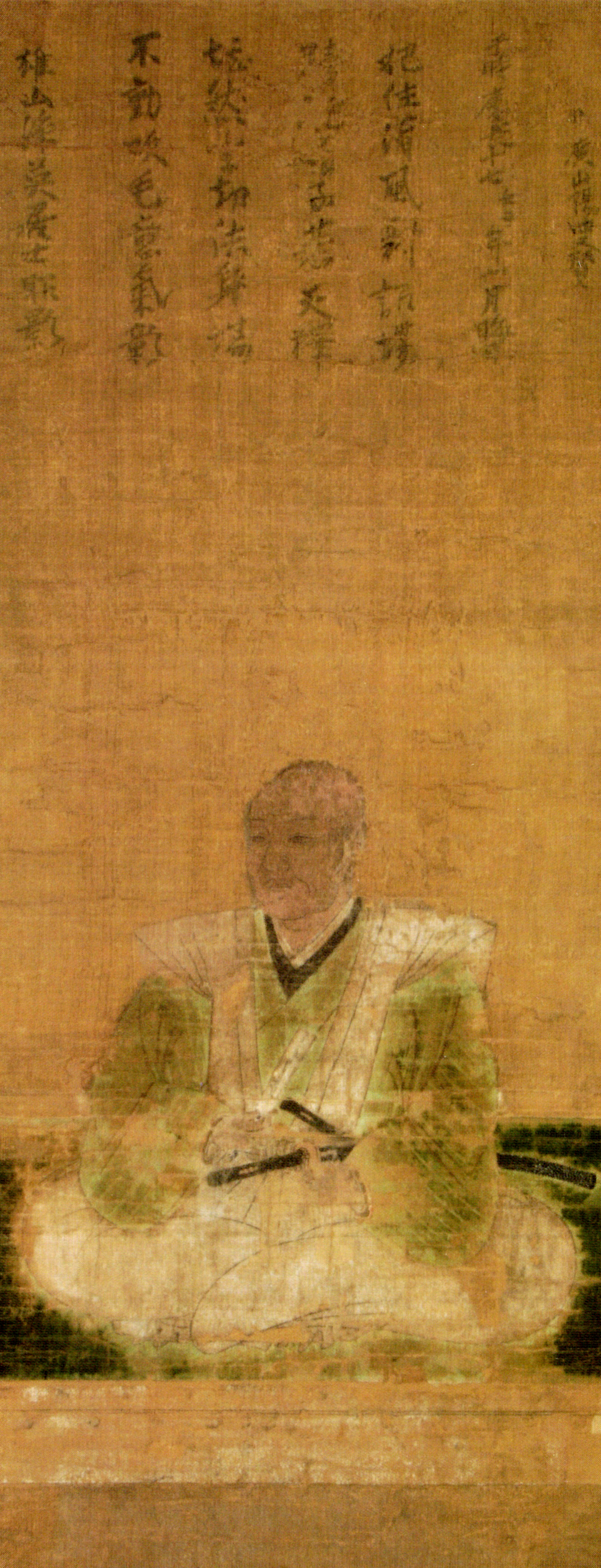
長正の養父・青山吉次

吉次が城生城から魚津城へと移り、長正が1万7000石（1万7150石、1万5750石とも）を世襲して吉次に継いで魚津城の2代城代となった。魚津の繁盛に尽力したという。ここでは、青山豊後や豊後守として親しまれた。
一般的には城代を任じたと言われているが、加能郷土辞彙では守将と記されている。

### 大聖寺城の戦いと関ヶ原の戦い後
関ヶ原の戦いにて、山口宗永が西軍についたことをきっかけに前田利長が慶長5年（1600年）8月3日に兵を挙げる。この時に長正は利長に従い出陣。山口宗永は自刃し、大聖寺城は落城した。
また、関ヶ原の戦い後は天神山城へ吉次と共に入城し、城代や城主を任じたが、後の一国一城令によって廃城となった。

### 前田利常の時代から死去まで
前田利常に従いながら大坂の陣に参加した長正は魚津を守備した。しかし、元和元年（1615年）5月20日に43歳で没した。死後は1万3500石を長男の正次、2000石を次男の俊次が知行した。

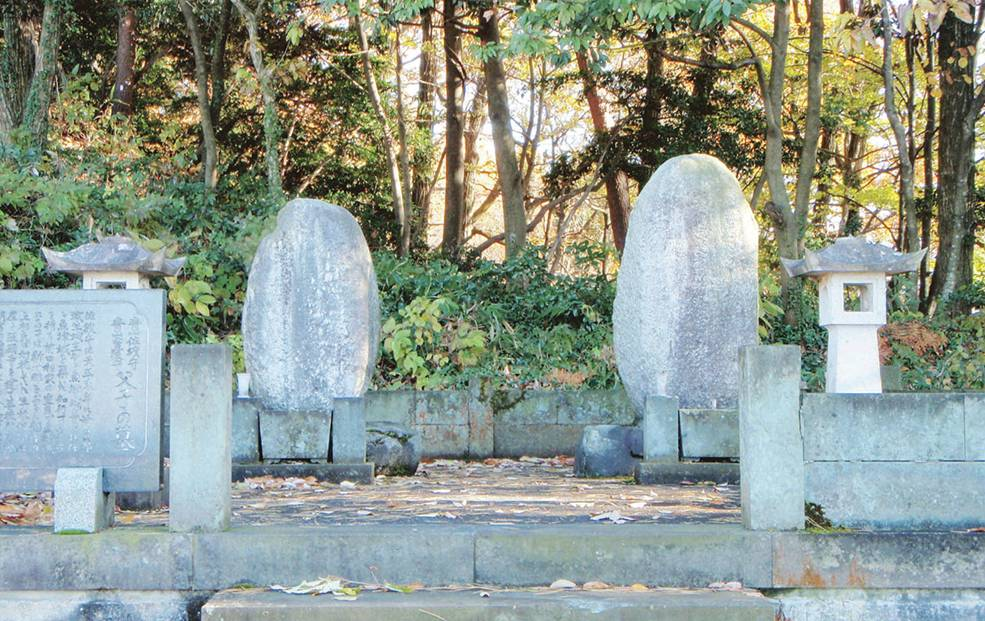
魚津市「青山佐渡守・豊後守の墓」より、長正の墓は右側である

墓は天神山城及び天神山。元々の青山家菩提寺であった富山県魚津市馬出町の浄土真宗本願寺派興隆山照顕寺が墓と位牌とを預かっている。なお、正次以降の青山家当主の墓所は、金沢移転以後の青山家菩提寺である金沢市野町の曹洞宗興月山全昌寺にある。

## 年表
| 和暦                | 西暦          | 月日                    | 数え年 | 内容 |
| ------------------- | ------------- | ----------------------- | ------ | --- |
| 元亀2 - 3年         | 1571 - 1572年 | 5月20日以前及びそれ以降 | 1歳    | 誕生 |
| 天正9年             | 1581年        | 8月以降                 | 9歳    | 末森城にて土肥親真に養われる |
| 天正18年            | 1590年        | 2月 - 7月               | 18歳   | 小田原征伐に豊臣秀吉・徳川家康側に付いて参加し、功績を挙げる                                                                                     |
| 文禄4年             | 1595年        | 不詳                    | 23歳   | 前田利長が新川郡を加増されたため、長正は青山吉次と共に土肥・柿崎・舟見氏の上杉家に仕えている氏族から周囲の城を受け取る。この頃に魚津城に入城する |
| 慶長5年             | 1600年        | 8月3日                  | 28歳   | 前田利長に従い、大聖寺城の城主・山口宗永を攻める                                                                                                 |
| 慶長5年             | 1600年        | 9月15日以降             | 28歳   | 天神山城へ青山吉次と共に城代として入城。後に城主となる。                                                                                         |
| 慶長19年 - 慶長20年 | 1614 - 1615年 | 11月 - 5月              | 43歳   | 前田利常に従い大坂の陣に参加し、魚津を守備する                                                                                                   |
| 慶長20年            | 1615年        | 5月20日                 | 43歳   | 死去。1万3500石を長男の正次、2000石を次男の俊次へ受け継がせる                                                                                    |

※年齢は全てその年の満年齢である。

## 系譜
- 父： 浅野左近
  - 養父： 青山吉次（与三）
- 母： 末守殿（芳春院の姪の娘）
- 正室： 山崎長徳娘（前田利長養女）

### 子
長男・青山正次は長正の死後、長正遺知のうちの1万3500石を預かり、長正の務めていた魚津城代を継いだが、元和10年（1624年）8月10日に22歳で死去した。子は青山吉隆。後に吉隆は前田綱紀の教育担当としても活躍した。
次男・青山俊次は兄 正次に次いで長正遺知のうち2000石を預かる。正次死去後は、正次の子 吉隆の後見として青山家伝来秘蔵の美濃鍛冶の名工志津兼氏の作になる名刀を含む武具や重器を預かったが、吉隆14歳の頃、俊次が預かってきたそれらを吉隆へ引き渡すことになり、青山家家老の早崎庄右衛門が俊次の許へ受け取りに赴くも、俊次が引き渡しを渋ったことで庄右衛門と諍いになり、俊次が庄右衛門を斬殺した。その名刀盗みの顛末を吉隆は藩主へ訴え出て、俊次は藩命により能登の流刑地・能登島富木への島流しとなり、寛永19年（1642年）その地で死去した。この事件により俊次の立てた分家・青山家は断絶した。
三男・青山長鏡は外祖父の山崎長徳の養子となって山崎長鏡（初代庄兵衛）を名乗り、加賀藩士となる。後に大聖寺藩立藩に随って大聖寺藩士となり、慶安4年（1651年）病死。その長男は二代庄兵衛（寛文5年（1665年）病死、嗣子無くして庄兵衛家断絶）となり、次男勘左衛門宗次は長鏡弟の加賀藩士青山宗長左近の養子に、三男は初代権丞（延宝7年（1679年）病死）として大聖寺藩士山崎権丞家を立てた。
四男・青山宗長は前田利常に仕え500石を受けて江戸に在住した。通称は左近。青山宗長左近とも言われている。子が無かったため、兄の山崎庄兵衛長鏡の次男勘左衛門宗次を養子とするも、宗次は子の長貞を遺して早世したため、宗長の後は長貞が継いだ。ちょうど青山本家では時の五代目当主長重に子が無かったため、請われて長貞が分家と本家とを統合する形で青山本家の六代目当主になった。